# Гонса
Гонса (порт. Gonça; МФА: [ˈgõ.sɐ]) — парафія в Португалії, у муніципалітеті Гімарайнш. Розташована в північно-західній частині країни, на теренах історичної португальської провінції Дору-Міню. Входить до складу округу Брага. За адміністративним поділом, чинним до 1976 року, терени парафії були складовою провінції Міню. Належить до Бразької архідіоцезії Католицької церкви. Патрон — святий Михаїл. Площа — 7,0260 км². Населення — 1051 ос. (2011). Сильно урбанізований регіон. Густота населення — 149,59 осіб/км²
. Код — 030820.

## Населення
| Кількість мешканців | Кількість мешканців | Кількість мешканців | Кількість мешканців | Кількість мешканців | Кількість мешканців | Кількість мешканців | Кількість мешканців | Кількість мешканців | Кількість мешканців | Кількість мешканців | Кількість мешканців | Кількість мешканців | Кількість мешканців | Кількість мешканців |
| ------------------- | ------------------- | ------------------- | ------------------- | ------------------- | ------------------- | ------------------- | ------------------- | ------------------- | ------------------- | ------------------- | ------------------- | ------------------- | ------------------- | ------------------- |
| 1864                | 1878                | 1890                | 1900                | 1911                | 1920                | 1930                | 1940                | 1950                | 1960                | 1970                | 1981                | 1991                | 2001                | 2011                |
| 462                 | 411                 | 421                 | 460                 | 487                 | 487                 | 485                 | 613                 | 719                 | 772                 | 892                 | 976                 | 1 113               | 1 045               | 1 051               |